# Torsten Berling
Torsten Carl Fredrik Berling, född den 9 september 1900 i Ronneby, död den 26 februari 1992 i Stockholm, var en svensk sjömilitär. Han var sonsons son till Carl Fredrik Berling och far till Christian Berling.
Berling blev fänrik i flottan 1923, löjtnant 1925, kapten 1937, kommendörkapten av andra graden 1943, av första graden 1945 och kommendör 1950. Han genomgick Sjökrigsskolans nautiska kurs 1934, var nautisk assistent inom marinförvaltningen 1942–1945, chef för marinstabens organisationsavdelning 1947–1951, för Stockholms örlogsstation 1953–1955 och för flottans underofficerare, underbefäl och meniga 1956–1960. Berling var vice ordförande i Svenska officersförbundet 1950–1956. Han invaldes som ledamot av Örlogsmannasällskapet 1945. Berling blev riddare av Svärdsorden 1944 och av Vasaorden 1946 samt kommendör av Svärdsorden 1954 och kommendör av första klassen 1958. Han vilar på Galärvarvskyrkogården.